# 鴻興道

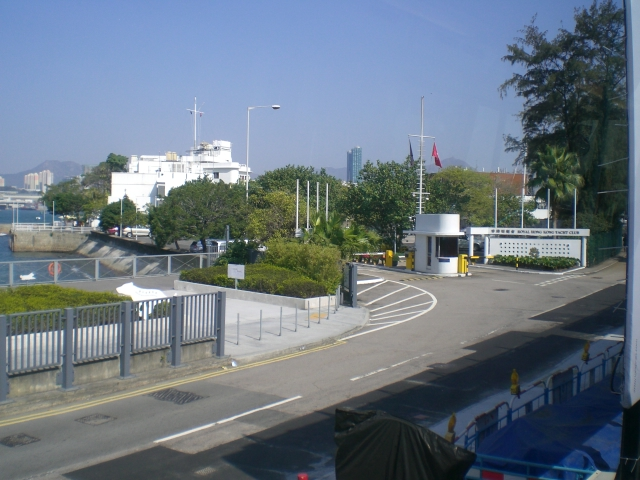
香港遊艇會總部，鴻興道

鴻興道（英語：Hung Hing Road）是香港灣仔的一條道路，西面連接菲林明道，並與杜老誌道成交界，沿海岸線一直伸延至奇力島香港遊艇會總部，即香港海底隧道香港島出口附近。

## 重大事件
2005年12月13日至12月18日，世界貿易組織第六次部長級會議在香港舉行期間，鴻興道一帶被劃作示威區，期間發生多次衝突事件。

## 沿路地點
- 鷹君中心
- 海港中心
- 會展站
- 港灣道體育館
- 灣仔運動場
- 灣仔海濱長廊
- 會展站
- 香港愛護動物協會總部
- 灣仔貨物裝卸區
- 香港遊艇會總部

## 交匯道路
- 龍和道
- 菲林明道
- 博覽道東
- 杜老誌道
- 馬師道
- 運盛街
- 告士打道

## 外部連結
维基共享资源上的相關多媒體資源：鴻興道
1. ↑   (PDF). 地政總署. 2023-06-23  [2023-07-02]. （原始内容存档 (PDF)于2023-06-25）.